# Oberlandesgericht Naumburg

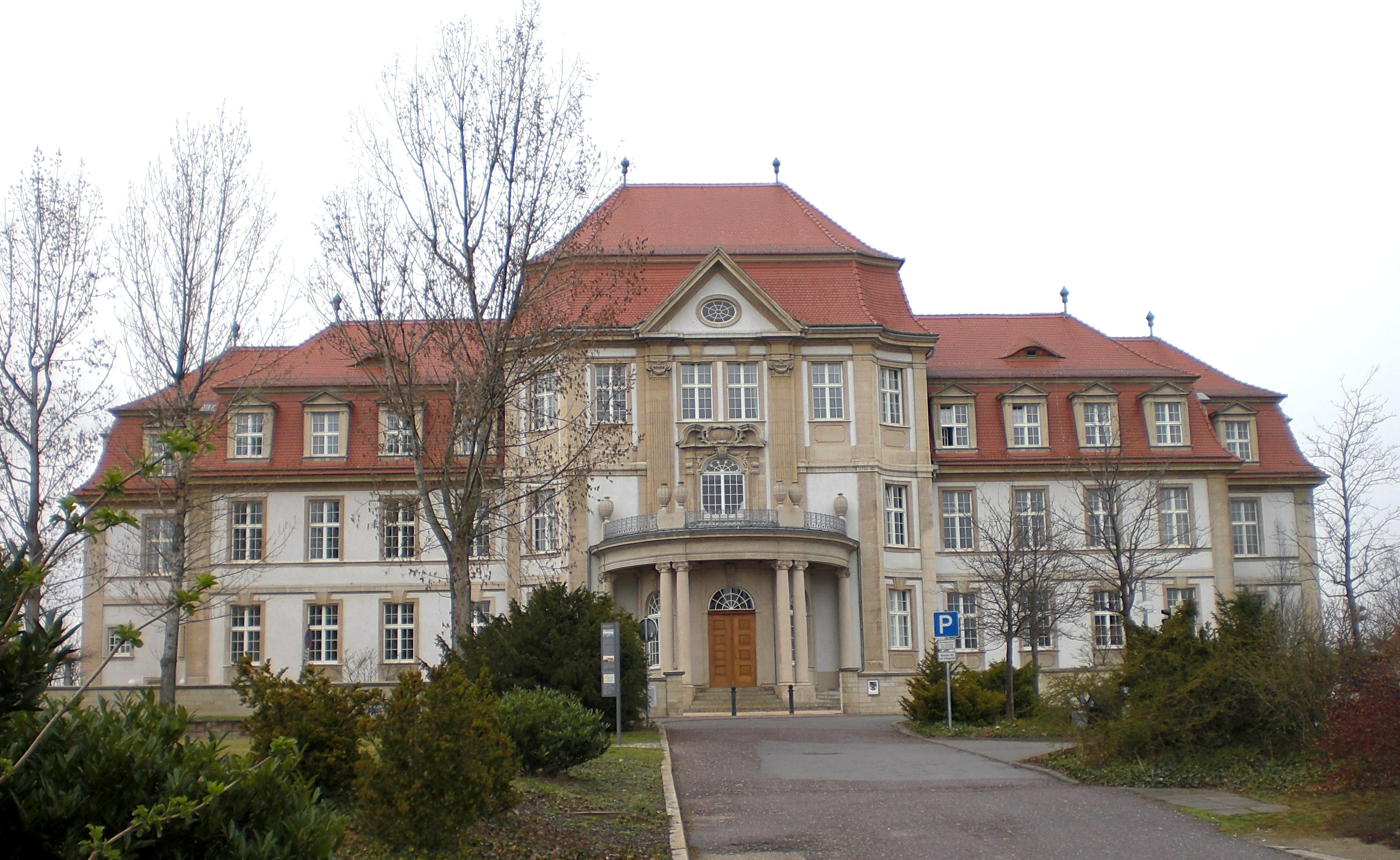
OLG Naumburg (2008)

Das Oberlandesgericht Naumburg ist das für das gesamte Bundesland Sachsen-Anhalt zuständige Oberlandesgericht (OLG).

## Sitz
Der Sitz des Oberlandesgerichtes ist Naumburg (Saale). Im Bezirk des Oberlandesgerichtes sind 1477 Rechtsanwälte zugelassen.

## Nachgeordnete Gerichte
Nachgeordnete Gerichte sind die vier Landgerichte in Dessau, Halle, Magdeburg und Stendal mit den diesen jeweils nachgeordneten Amtsgerichten sowie die beiden Präsidialamtsgerichte Halle und Magdeburg.

## Geschichte
Im Jahre 1816 unmittelbar nach Gründung der preußischen Provinz Sachsen wurde das gleichnamige Oberlandesgericht Naumburg gebildet und war zunächst für die beiden Regierungsbezirke Merseburg und Erfurt zuständig. Dieses wurde 1849 aufgehoben und das Appellationsgericht Naumburg trat an seine Stelle.
Mit dem Inkrafttreten der Reichsjustizgesetze am 1. Oktober 1879 erfolgte eine erneute Umstrukturierung der Gerichtsbarkeit in Amts-, Land- und Oberlandesgerichte. Der Sprengel des Oberlandesgerichtes Naumburg umfasste nun
- die preußische Provinz Sachsen ohne die Kreise Schleusingen und Ziegenrück
- aus der preußischen Provinz Hannover ein Teil des Kreises Zellerfeld (in der Landdrostei Hildesheim)
- das Herzogtum Anhalt
- das Fürstentum Schwarzburg-Sondershausen

Der Gerichtssprengel hatte bei der Gründung eine Größe von 27.990 km² und 2.409.071 Gerichts-Einsassen (davon 2.128.026 aus Preußen, 213.565 aus Anhalt und 67.480 aus Schwarzburg-Sondershausen). Dem Oberlandesgericht waren 9 Landgerichte und 128 Amtsgerichte nachgeordnet. Die Landgerichte waren in Dessau, Erfurt, Halberstadt, Halle, Magdeburg, Naumburg, Nordhausen, Stendal und Torgau. Das Landgericht Dessau umfasste dabei das Herzogtum Anhalt, das Landgericht Erfurt das Fürstentum Schwarzburg-Sondershausen und preußische Gebiete.
Das Gericht bestand aus dem Präsidenten, zwei Senatspräsidenten und 16 Räten. Von den Richtern wurden zwei auf Vorschlag der Regierung des Herzogtums Anhalt und einer auf Vorschlag der Regierung des Fürstentums Schwarzburg-Sondershausen ernannt. Die restlichen Richter wurden von Preußen benannt.
Nach der Auflösung von Schwarzburg-Sondershausen und der Bildung des Landes Thüringen 1920 wurde zwischen diesem und Preußen mit Staatsvertrag vom 15/20. Juni 1921 und vom 12/29. Dezember 1924 eine Fortführung der Gerichtsgemeinschaft vereinbart. Das Oberlandesgericht Naumburg war nur für die Amtsgerichtsbezirke Allstedt, Ebeleben und Sondershausen zuständig. Ein Oberlandesgerichtsrat wurde nur durch Thüringen benannt.
Nach der Machtergreifung der Nationalsozialisten erfolgte auch die Gleichschaltung des Oberlandesgerichtes Naumburg. Gerichtspräsident Georg Werner wurde am 4. April 1933 beurlaubt und durch Paul Sattelmacher ersetzt. Werner hatte sich hinter den Magdeburger Landgerichtsdirektor Friedrich Weißler gestellt und Kritik an politisch motivierten Entscheidungen nachgeordneter Gerichte geübt. Die weitere Personalpolitik der Nationalsozialisten war durch starke Kontinuität geprägt. Lediglich drei der Oberlandesgerichtsrichter waren (teil-)jüdischer Abstammung und fielen unter die Rassengesetze der Nationalsozialisten.
Am 12. April 1945 beendete das Oberlandesgericht seine Tätigkeit aufgrund des Einrückens amerikanischer Truppen. Die SMAD beschlagnahmte das Gebäude des Oberlandesgerichtes und richtete dort ihre Kommandantur ein. Im Frühjahr 1946 wurde das Oberlandesgericht nach Halle verlegt. Dort tagte es zunächst im Gebäude des dortigen Landgerichtes und danach in den Räumen des Oberbergamtes. Zum 31. August 1952 wurde das Oberlandesgericht Halle aufgehoben, da in der DDR im Zusammenhang mit der Abschaffung der Länder für die neugebildeten Bezirke Bezirksgerichte eingerichtet wurden. Im früheren Oberlandesgerichtsbezirk wurden drei Bezirksgerichte (Erfurt, Halle und Magdeburg) errichtet.
Nach der Wende entstand das Land Sachsen-Anhalt. Der Einigungsvertrag regelte, dass das Bezirksgericht Magdeburg als Gericht am Sitz der Landesregierung vorläufig die Aufgaben eines Oberlandesgerichtes übernehmen sollte. Ab Oktober 1990 nahm das Bezirksgericht Magdeburg diese Aufgaben daher wahr. Gemäß Beschluss der Landesregierung vom 29. Januar 1991 wurde der Richter am Bundesgerichtshof Jürgen Goydke zum Präsidenten des Bezirksgerichtes Magdeburg ernannt und dieser erhielt die Aufgabe, das Oberlandesgericht neu aufzubauen. Der Landtag von Sachsen-Anhalt beschloss im Juli 1992, das Oberlandesgericht für das Land Sachsen-Anhalt in Naumburg sowie die Landgerichte in Halle, Magdeburg, Dessau und Stendal zum 1. September 1992 anzusiedeln.

## Gebäude und historisches Archiv
Das heutige Dienstgebäude Domplatz 10 entstand hoch über der Stadt Naumburg an Stelle einer mittelalterlichen Burg. Ab 1750 hatte sich hier die Dompropstei befunden. In den Jahren von 1914 bis 1917 wurde durch den Architekten Fritz Hoßfeld das heutige Gebäude im Stil des Neubarock, unter Einbeziehung von Elementen des Jugendstils errichtet. Das Gebäude verfügt über vier Flügel, wobei der Mittelteil besonders betont ist. Die Ausstattung war aufwendig und monumental gestaltet. In den Jahren 1990 bis 1996 erfolgte eine Restaurierung.
Das historische Archiv (darunter das Lehns- und das Hypothekenarchiv) des Oberlandesgerichts Naumburg reicht bis in das Spätmittelalter zurück und wird im Landesarchiv Sachsen-Anhalt verwaltet, das auch für die historische Überlieferung der Amtsgerichte Sachsen-Anhalts und deren Vorgängerterritorien zuständig ist.

## Persönlichkeiten

### Leitung
An der Spitze des Oberlandesgerichtes steht ein Präsident oder eine Präsidentin. Diese Position wurde im Dezember 2016 nach zehn Monaten Vakanz mit Uwe Wegehaupt wieder besetzt, nachdem sein Amtsvorgänger Winfried Schubert im Februar 2016 in den Ruhestand getreten war.
Präsidenten:
1879–1891: Justus Wilhelm Breithaupt
1892–1894: Wilhelm von Brandenstein
1895–1896: Werner
1897–1907: August Hagen
1909–1917: Max Hartmann
1917–1923: Georg Reuter
1923–1933: Georg Werner
1933–1945: Paul Sattelmacher
1992–1996: Jürgen Goydke
1996–2003: Gertrud Neuwirth
2004–2016: Winfried Schubert
2016–2024: Uwe Wegehaupt
seit 2024: Winfried Holthaus

### Richter
Für die Richter am Oberlandesgericht Naumburg siehe Kategorie:Richter (Oberlandesgericht Naumburg).
Der später am Reichsgericht als Richter tätige Georg Müller war ab 1908 Oberlandesgerichtsrat in Naumburg. Der später im Widerstand gegen den Nationalsozialismus engagierte Friedrich Weißler war in der Zeit der Weimarer Republik zeitweise Richter am OLG. Der Schriftsteller Herbert Rosendorfer wirkte von 1993 bis zu seiner Pensionierung als Richter an diesem Gericht. Gleichfalls ab 1993 bis zum Jahr 2001 wirkte der Rechtswissenschaftler Stefan Smid als Richter am Oberlandesgericht.

### Weitere Persönlichkeiten
Johann Friedrich Kratzsch, Archivar und Sachbuchautor begann seine Karriere als Archiv-Assistent am OLG Naumburg. Von 1927 bis 1936 war Ludwig Becker Generalstaatsanwalt am Oberlandesgericht Naumburg.

## Bekannte Gerichtsverfahren

### Fall Görgülü
Ein sehr großes Medieninteresse und deutliche Kritik wurde dem 14. Zivilsenat seit 2004 im Zusammenhang mit dem Sorgerechtsfall Görgülü zuteil. Wegen dieses Falles hatte die Staatsanwaltschaft Halle Anklage gegen die Richter des Senats wegen Rechtsbeugung erhoben, welche jedoch vom Landgericht Halle nicht zugelassen wurde, was der 2. Strafsenat des Oberlandesgerichts im Ergebnis bestätigte.

### Fall Püschel
Mit Beschluss vom 22. Oktober 2015 wurde der NPD-Politiker Hans Püschel freigesprochen. Die FAZ schrieb nach dem Bekanntwerden des Urteils: „Das Urteil des Oberlandesgerichts, das sich als Standgericht beschimpfen ließ, ist ein Skandal, moralisch und handwerklich. Mit dem besonderen Rang der Meinungsfreiheit ist diese Verharmlosung der Verharmlosung des Völkermords nicht zu entschuldigen.“

### Fall „Hoffriedensbruch“
Im Fall eines Einbruchs in einen Tierstall wurde der Freispruch unter dem Gesichtspunkt des rechtfertigenden Notstands (§ 34StGB) bestätigt.

### Fall Oury Jalloh
Im Fall Oury Jalloh wurde vor dem OLG Naumburg ein Klageerzwingungsverfahren durchgeführt. Das OLG hatte hierbei mit Beschluss vom 22. Oktober 2019 die Einstellungsbegründung der Generalstaatsanwaltschaft Naumburg für rechtmäßig erachtet. Gegen diese rechtskräftige Entscheidung des Oberlandesgerichts Naumburg wurde am 25. November 2019 Verfassungsbeschwerde zum Bundesverfassungsgericht eingelegt.

### Verhandlung des Anschlags in Halle (Saale)
Am 21. Dezember 2020 wurde 14 Monate nach dem antisemitischen Anschlag auf eine Synagoge in Halle der Angeklagte zu einer lebenslangen Freiheitsstrafe mit anschließender Sicherungsverwahrung verurteilt. Bei diesem Anschlag kamen zwei Menschen ums Leben, die Tat wurde mittels Helmkamera live ins Internet übertragen.